# باول غارتلاند
باول غارتلاند (بالإنجليزية: Paul Gartland)‏ هو لاعب كرة قدم بريطاني في مركز الدفاع، ولد في 8 فبراير 1959 في Shipley, West Yorkshire ‏ في المملكة المتحدة. لعب مع هدرسفيلد تاون.